# Giuseppe Di Stefano
Giuseppe Di Stefano (n. 24 iulie 1921, Motta Sant'Anastasia, Sicilia, Regatul Italiei – d. 3 martie 2008, Santa Maria Hoè, Lombardia, Italia) a fost un renumit tenor, interpret de muzică de operă, a cărui carieră s-a desfășurat între sfârșitul anilor '40 și începutul anilor '70, ai secolulului al XX-lea.
Este cunoscut și pentru îndelungata colaborare cu Maria Callas, alături de care a apărut în spectacole și a făcut înregistrări și cu care a avut, o scurtă perioadă, o aventură romantică.

## Repertoriu
Giuseppe Verdi
- Aida : Radames
- La traviata : Alfredo
- Il trovatore : Manrico
- Luisa Miller : Rodolfo
- Rigoletto : Duca di Mantova
- Un ballo in maschera : Riccardo
- La forza del destino : Don Alvaro
- Don Carlos : Marchese di Posa

Giacomo Puccini
- Manon Lescaut : Des Grieux
- Tosca : Cavaradossi
- Turandot : Calaf
- Boema : Rodolfo
- Madama Butterfly : Pinkerton
- La fanciulla del West : Dick Johnson

Vincenzo Bellini
- I puritani : Arturo

Gaetano Donizetti
- Lucia di Lammermoor : Edgardo
- Favorita : Fernando
- L'elisir d'amore : Nemorino

Gioachino Rossini
- Bărbierul din Sevilla : Conte d'Almaviva

Pietro Mascagni
- Cavalleria rusticana : Turiddu
- L'amico Fritz : Fritz Kobus
- Iris : Osaka

Ruggiero Leoncavallo
- Paiațe : Canio

Georges Bizet
- Carmen : Don José
- Les Pêcheurs de perles : Nadir

Jules Massenet
- Manon : Des Grieux
- Werther : Werther

Arrigo Boito
- Mefistofele : Faust

Umberto Giordano
- Andrea Chénier : Chénier